# Arthur Liebehenschel

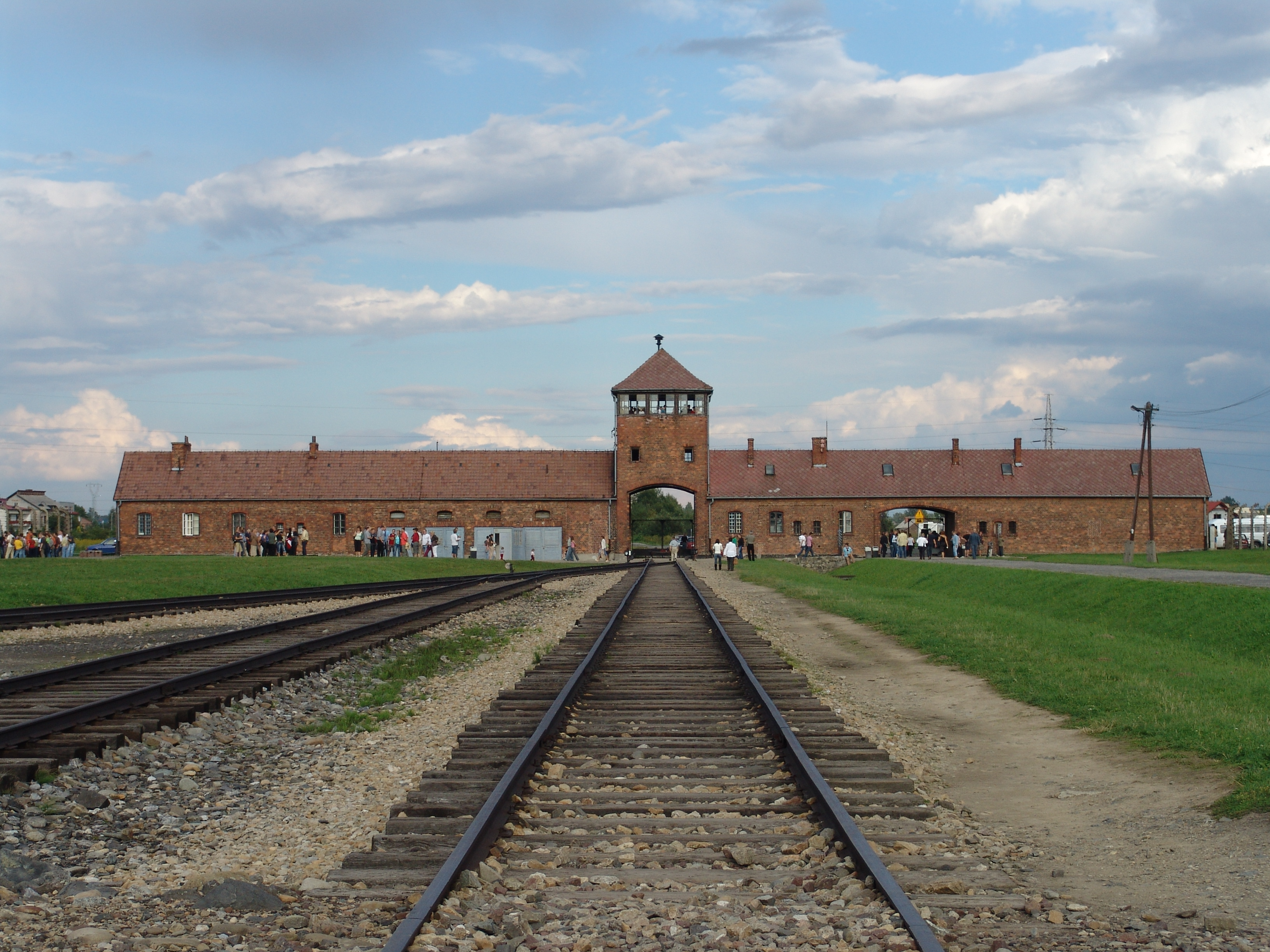
Liebehenschel centralizó las ejecuciones en el Campo de Birkenau, el denominado Auschwitz II

Arthur Liebehenschel (Posen, 25 de noviembre de 1901-Cracovia, 24 de enero de 1948) fue un oficial nazi que dirigió el campo de concentración de Auschwitz en 1943 al dejar su cargo Rudolf Hoss. Tras la guerra, fue extraditado a Polonia por parte del ejército de Estados Unidos. En 1947, fue condenado a muerte por el Tribunal Supremo del Pueblo y ejecutado en Cracovia.

## Inicios en el nazismo
Arthur Liebenhenschel fue Obersturmbannführer de las SS, correspondiente al rango de teniente coronel. Nació en 1901. Miembro de la NSDAP y de las SS con el número 39 254 fue, a partir de 1934, oficial ayudante en el campo de concentración de Lichtenburg y se trasladó en 1936 a Berlín, a la Dirección de los Campos de Concentración. En 1942 se creó el WVHA de las SS; en el recién formado grupo de oficinas D para los campos de concentración se hizo cargo de la Oficina central, la oficina D I. El 1 de noviembre de 1943 sucedió a Rudolf Hoss en Auschwitz como Comandante del campo central y también como veterano del régimen concentracionario.

## Participación en el Holocausto
Liebehenschel inició una nueva etapa en la historia de Auschwitz. Sus reformas se aplicaron en primer lugar en el Bloque 11 (Policía Política). Suspendió las selecciones periódicas con sus consiguientes ejecuciones en el búnker. No es que se dejaran de llevar a cabo las ejecuciones, sino que se ejecutaban a más distancia del campo central, en los crematorios de Birkenau. Dio la orden de desmantelar las celdas en las que los internos no podían más que permanecer de pie, pues en ellas no había sitio ni para sentarse ni para echarse, y en las que hasta entonces eran encerrados los detenidos a forma de castigo. Promulgó una amnistía general del búnker y mandó desmantelar el Paredón Negro (paredón de ejecución). Además revocó la orden de fusilar a los detenidos en un intento de fuga. A partir de entonces todos los detenidos capturados en la huida debían ser trasladados a otro campo de concentración. Sin embargo, las selecciones y el exterminio en el campo continuaron.

## El fin
En 1944 fue sustituido y trasladado al campo de concentración de Lublin (Majdanek) como comandante. Tras la evacuación de ese campo, en julio de 1944, fue trasladado a Trieste, a la oficina del Führer Superior de las SS y de la Policía Odilo Globocnik. En 1947, Liebehenschel fue condenado a muerte por el Tribunal Popular Supremo en Cracovia, donde fue ejecutado.
- Datos: Q57708
- Multimedia: Arthur Liebehenschel / Q57708